# Anne Asensio
Pour les articles homonymes, voir Asensio.
Anne Asensio est une designer française, née le 13 juillet 1962 à Versailles. Elle passe plus de vingt ans dans l'industrie automobile. Responsable du design des véhicules de taille moyenne de Renault, elle est recrutée par General Motors en tant que directrice du design, puis est nommée executive director of advanced design. Elle rejoint Dassault Systèmes en 2007.

## Biographie

### Jeunesse et formation
Anne Asensio naît à Versailles en 1962. Sa mère travaille dans le prêt-à-porter et son père est ingénieur chez Massey Ferguson.
Après avoir obtenu son baccalauréat, Anne Asensio s'inscrit à l'École des beaux-arts de Versailles, où elle étudie la sculpture. Intéressée par le design industriel, elle entre à l'École nationale supérieure des arts appliqués et des métiers d'art (ENSAAMA). Elle s'intéresse au mobilier, ainsi qu'aux objets mécaniques, et effectue un stage chez Renault. Elle sort diplômée de l'école en 1986,. En 1987, elle étudie au College for Creative Studies (en) (CCS), une école d'art de Détroit qui enseigne notamment le design automobile,. Plusieurs constructeurs, dont General Motors et Citroën, cherchent à la recruter, mais la jeune femme s'est déjà engagée à rejoindre Renault,.

### Industrie automobile
Asensio retourne aux États-Unis en 1988 pour participer au développement de la Junior Jeep, un projet commun entre Renault et Chrysler, qui ne sera pas commercialisé. Chez Renault, elle travaille sur le design des gammes Twingo, Clio et Mégane,. Elle se marie en 1989. Son mari, qu'elle a rencontré chez Renault, est également designer automobile,.
En 1990, elle dirige le développement du concept car qui donnera naissance à la Mégane Scénic,. Le prototype est présenté l'année suivante au salon de l'automobile de Francfort. La Scénic reprend peu d'éléments du concept car, mais celui-ci influence le design de nombreux modèles sortis par la suite. À partir de 1997, Asensio est responsable du design des véhicules de petite et moyenne taille,. La même année, elle est nommée « femme de l'année de l'industrie automobile » (Automotive woman of the year) par la revue professionnelle américaine Automotive News,. Elle est pressentie pour succéder au directeur du style Patrick Le Quément,, mais est engagée en 2000 par la firme General Motors, qui a suivi son parcours en Europe. Asensio devient directrice du design, responsable de l'identité des huit marques du groupe GM, dont Cadillac et Chevrolet. En 2003, elle est nommée « executive director of advanced design » de General Motors. Le vice-président chargé du design, Wayne Cherry, doit partir en retraite, et la presse considère Asensio comme l'un des choix possibles à sa succession,. Elle dirige le développement de concept cars, entre autres la Cadillac Sixteen et la Pontiac Solstice.

### Dassault Systèmes
Anne Asensio rejoint Dassault Systèmes en 2007 en tant que vice-présidente « design expérience »,.
Le journal Le Monde écrit d'elle en 2010 qu'elle est devenue une « papesse » du design automobile.

## Décorations
- Officière de l'ordre national du Mérite Elle est directement promue au grade d'officière par décret du 14 novembre 2016 pour ses 29 ans de services[15].